# قرجقه
قرجقه یا قرچقه، روستایی است از توابع بخش باجگیران شهرستان قوچان در استان خراسان رضوی ایران.
قرچقه فاصله  90کیلومتزی با قوچان دارد . این روستا آخرین روستای استان که هم مرز با استان خراسان شمالی است و از شمال شرقی با کشور ترکمنستان هم مرز است.
وسعت این روستا در حدود1800 کیلو متر مربع می‌باشد  که دارای اب و هوای سرد و کوهستانی می‌باشد .
و کوه‌های بلند و پر از پوشش گیاهی ان را احاطه کرده‌اند و دارای زمین‌های نسبتا کمی برای کشاورزی است.
شغل اصلی مردم این روستا دامداری است.

## جمعیت
این روستا در دهستان دولتخانه قرار داشته و بر اساس سرشماری سال ۱۳۹۵ جمعیت آن ۱۳۶ نفر (۵۱ خانوار)
بوده‌است.